# حزب همت

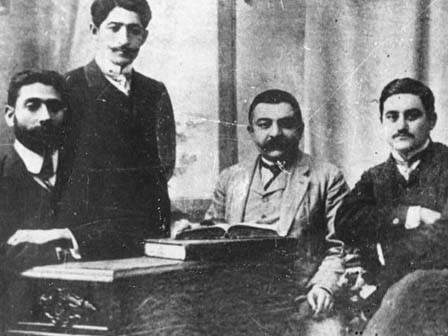
تنها سند ماندگار تصویری از اعضا ارشد حزب سوسیال دموکرات مسلمان با حضور: مشهد عزیزبیف، اژدر ملیکوف، اسداله آکسوندوف و محمد شیم رأسولزاد.

حزب سوسیال دموکرات مسلمان که از آن معمولاً با نام هُمّت (به ترکی آذربایجانی: Hümmət) یاد می‌شود، یکی از احزاب وابسته به کمیته حزب سوسیال دموکرات کارگری روسیه در باکو بود که در سال ۱۹۰۴ در باکو تأسیس شد و در میان مردم مسلمان منطقه فعالیت می‌کرد. شعبه‌هایی از این حزب در شهرهای گنجه، تفلیس و سایر شهرهای قفقاز جنوبی مشغول به فعالیت بود. این حزب ارتباط خوبی با فرقه اجتماعیون عامیون ایران داشت. نریمان نریمانف یکی از اعضای بلندپایه این حزب، برنامه حزب سوسیال دموکرات کارگری روسیه را ابتدا به ترکی و سپس به فارسی برگرداند که برنامه فرقه اجتماعیون عامیون شد. محمدامین رسول‌زاده، عضو دیگر حزب در سال ۱۹۰۹ (۱۲۸۸ خورشیدی) به ایران آمد و به تشکیل حزب دموکرات در تهران کمک کرد.
این حزب در سال ۱۹۲۰ با سلول کمونیستی «عدالت» (به ترکی آذربایجانی: Ədalət) در باکو، ادغام شد، و اولین حزب کمونیست آذربایجان را تشکیل داد.

## همت «قدیم» (۱۹۰۴–۱۹۲۰)
در پایان سال ۱۹۰۴، کمیته باکوی حزب سوسیال دموکرات روسیه، همت را به منظور جذب کارگران مسلمان ایجاد کرد. از سیاستمداران برجسته همت می‌توان به محمد امین رسول زاده (تا سال ۱۹۱۳)، مشادی عزیزبکوف، پروکوپیوس جاپاریدزه، سلطان مجید افندیف، زینال زینالوف و نریمان نریمانوف اشاره کرد. رشته دستگیری‌هایی در سال ۱۹۱۱ فعالیت‌های حزب را تضعیف کرد، اما پس از انقلاب فوریه، همت فعالیت خود را تجدید کرد. همت از سال ۱۹۱۸ تا ۱۹۲۰ در مجلس جمهوری دموکراتیک آذربایجان نماینده داشت. در ۲۰ فوریه ۱۹۲۰ با حزب عدالت، حزب احرار ایران و بلشویک‌های باکو ادغام شد و حزب کمونیست آذربایجان را ایجاد کرد.
برخی منابع گزارش می‌دهند که مسلمانان طرفدار بلشویک‌ها از حزب همت در وقایع مارس، قتل‌عام‌های ارتکابی به رهبری شومیان توسط سوی شوروی‌های بلشویک باکو و شبه‌نظامیان داشناک علیه آذربایجانی‌ها در باکو، در تلاش برای سرکوب حزب مساوات به دست آوردن کنترل باکو شرکت کردند. منابع دیگر، برعکس، گزارش می‌دهند که اعضای حزب همت به شدت از انجام این رویدادها انتقاد می‌کردند. این را سخنان سلطان مجید افندیف تأیید می‌کند که نوشته‌است:
داشناک‌ها که به خاطر دستمزد خوب از سرمایه‌داران، تقی اف، نقی اف و دیگران محافظت می‌کردند، به نام شوروی، جمعیت کل بلوک‌ها و بخش‌هایی را که در آن فقیران مسلمان زندگی می‌کردند، به قتل رساندند. داشناکها تحت فرمان میلیونرهایی مانند لالایف و دیگران، اکنون نه تنها مساواتیستها، بلکه به‌طور کلی مسلمانان را نابود می‌کردند. . . روند وقایع به وضعیتی منجر شد که در آن رفقایی که در رأس شوروی قرار داشتند، شاومیان، جاپاریدزه و دیگران، خود اسیر داشناک‌ها شدند..